# アラカン王国
アラカン王国（アラカンおうこく、Kingdom of Arakan）は、ビルマのアラカン地方（現在のミャンマーのラカイン州）にあった仏教の王朝（1429年 - 1785年）。首都はダニヤワディー、ワイタリ、レイムロ、ミョーハウン（現ミャウウー）。

## 歴史

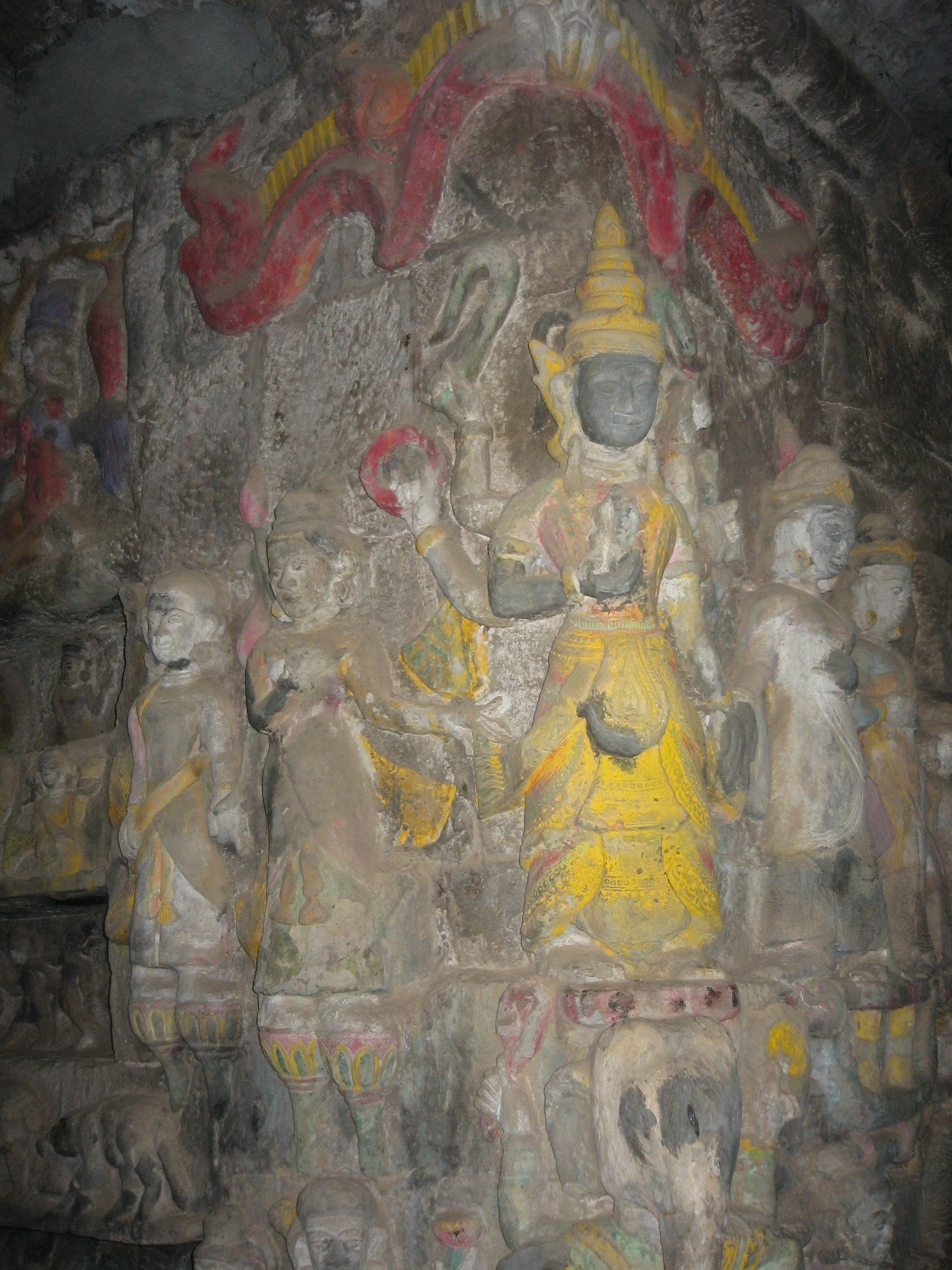
アラカン王ミン・ビンの像

首都はさまざまに移り変わったが、1429年にミン・ソー・モンが王権を樹立したのち、1430年にミョーハウン（現在のミャウウー）に定まった。
王国は大航海時代をラカイン族の黄金時代と看做しており、ミョーハウンが商業港として重要な位置を占めるようになると、アラビアやヨーロッパとの広範囲な海運に組み込まれた。
17世紀後半には、ムガル帝国の皇子シャー・シュジャーが亡命したことで有名である。君主サンダ・トゥダンマは彼を保護したが、のちに殺害した。
1666年、ムガル帝国にチッタゴンを奪われると、17世紀を通じて衰退を続けた。この王国では内乱・暴動・王の追放が非常に一般的であった。彼らがアジアで覇を唱えた時代の間、ポルトガル人がアラカンに一時的に施設を得た。
1785年1月2日、マハ・タンマダの治世、内部分裂していた王国が侵略してきたビルマのコンバウン朝に首都を占領され、滅亡した（ただし、滅亡を1784年12月31日とする場合もある）。その際、マハムニ仏は戦勝品としてビルマ人に奪われた。
しかし、緩衝国として機能していたアラカンが陥落したことによって、膨張主義のビルマとイギリス東インド会社の領土が直接接触した結果、緊張が将来暴発する舞台を設定してしまった。様々な地政学的諸問題が、以前にビルマに戦勝品として奪われたマハムニ仏を理由に、第一次英緬戦争を引き起こすこととなった。